# Willem Hendrik van den Berge

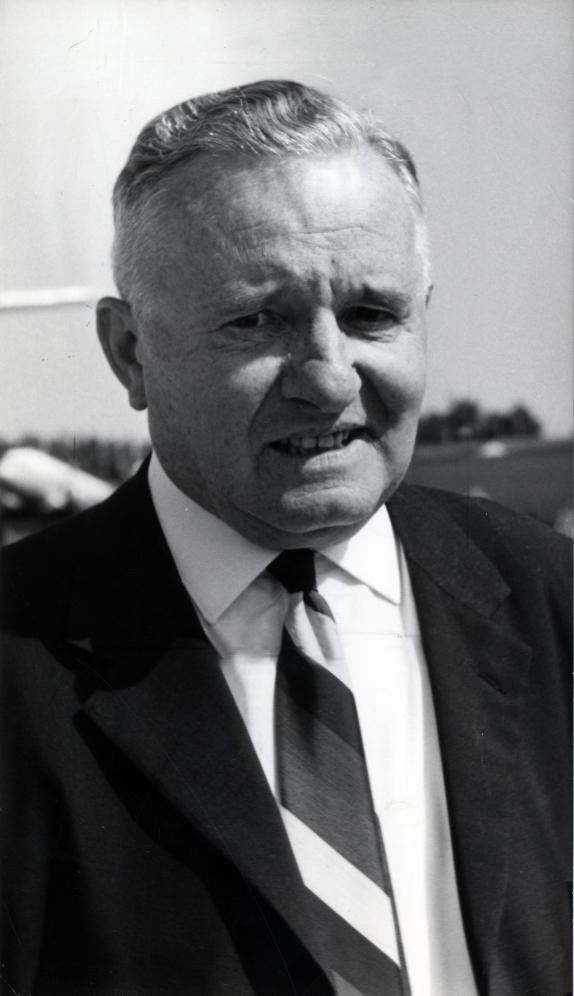
Staatssecretaris van Financiën Van den Berge.

Willem Hendrik van den Berge (Tholen, 19 februari 1905 – Leidschendam, 19 februari 1987) was een Nederlands belastingdeskundige en politicus.

## Loopbaan
Van den Berge trad nadat hij het diploma van de hbs in Goes had behaald in dienst van 's rijks belastingen, waarin hij opklom tot directeur-generaal. In 1937 legde hij het doctoraal belastingrecht aan de Rijksuniversiteit Leiden af en in 1949 promoveerde hij aan de gemeentelijke universiteit te Amsterdam. Hij was van 1953 tot 1956 in het kabinet-Drees II en van 1959 tot 1965 in de kabinetten De Quay en Marijnen partijloos staatssecretaris van financiën voor belastingzaken. Hiermee was hij de eerste staatssecretaris die dit ambt op het Ministerie van Financiën bekleedde. In de tussenliggende periode was hij regeringscommissaris belastingen. Van 1953 tot 1965 speelde hij dan ook een belangrijke rol bij de invoering van nieuwe en de wijziging van bestaande belastingwetten. Van 1965 tot 1980 was hij ten slotte lid van de Raad van State.